# Williams (Kalifornia)
Williams város az Amerikai Egyesült Államok Kalifornia államában, Colusa megyében. Lakosainak száma 5538 fő (2020. április 1.).

## Népesség
A település népességének változása:

| 2010 | 5 123 |
| 2020 | 5 538 |